# Волков, Антон Игоревич
Анто́н И́горевич Во́лков (род. 20 августа 1990, Ленинград, СССР) — российский футболист, игравший на позициях нападающего и полузащитника.
Играл за российские футбольные клубы «Химки-2», «Сатурн-2» и «Волга» (Тверь). В апреле-июле 2011 года представлял рижский «Олимп», игравший в высшем дивизионе чемпионата Латвии, за 15 игр забил 3 гола, в том числе сделав дубль в игре 8 мая против «Юрмалы» (2:2).
Во время летнего трансферного периода 2011 года Антон Волков перешёл в ряды действующих чемпионов Латвии — «Сконто». С августа по ноябрь провёл в составе команды 6 игр, забил один гол.